# Novella Calligaris
Novella Calligaris (Italia, 27 de diciembre de 1954) es una nadadora italiana retirada especializada en pruebas de estilo libre media y larga distancia, donde consiguió ser subcampeona olímpica en 1972 en los 400 metros.

## Carrera deportiva
En los Juegos Olímpicos de Múnich 1972 ganó la medalla de plata en los 400 metros libre —tras la australiana Shane Gould— bronce en 800 metros libre y también bronce en los 400 metros estilos.
Y en el Campeonato Mundial de Natación de 1973 celebrado en Belgrado ganó el oro en los 800 metros libre, y bronce en 400 metros libre y 400 metros estilos.